# ドミニク・ピール
ジョルジュ・シャルル・クレモン・ギラン・ピール（Georges Charles Clement Ghislain Pire、1910年2月10日・ディナン - 1969年1月30日）はベルギー人の司祭で、第二次世界大戦後のヨーロッパで難民の救済活動を行い、1958年にノーベル平和賞を受賞した。
ピールは1932年に修身請願を行ってドミニコ修道会の司祭に叙階され、ドミニク・ピール（Dominique Pire）と改名した。彼はその後、ローマの教皇庁立聖トマス・アクィナス大学で神学と社会学を学び、1934年に神学の博士号を取得した。彼はその後ベルギーのユイにある修道院に戻り、貧困世帯の救済に当たった。第二次世界大戦中はピールはベルギーの抵抗組織の従軍司祭となり、同盟国のパイロットの国外への密航を手助けした。彼には戦後、この活動に対して多くの賞が贈られた。
1949年、彼は第二次世界大戦による難民について研究を始め、Du Rhin au Danube avec 60,000 D. P..という著書を書き、難民のための組織を作った。組織は難民の家族に資金を援助し、1950年代にはオーストリアとドイツに難民を収容する村を建設した。また司祭ではあったが、彼は社会活動の際には常に信条を持ち込まなかった。
ノーベル平和賞を受賞すると、ピールは世界からの理解をさらに高めるため、平和大学の創設に協力した。後に、平和は貧困が根絶されない限り達成されないことに気づき、発展途上国の貧困者を長期的な視点で支援する非政府組織「平和の島（Islands of Peace）」を創設した。このプロジェクトはバングラデシュとインドで始まっている。
彼は外科手術の術後合併症で帰天したが、彼の死後30年以上経っても、彼の創設した4つの組織が活動を続けている。